# 굿우드 페스티벌 오브 스피드
굿우드 페스티벌 오브 스피드(Goodwood Festival of Speed)는 1993년 처음 개최된 이래 매년 6월 말 또는 7월 초 경 영국 웨스트서식스주의 굿우드 하우스(Goodwood House) 부지에서 힐클라임 및 여타 자동차 경주를 열고 있는 모터스포츠 축제이다. 굿우드 페스티벌은 포뮬러 원 개최 기간을 피해 열리며, 모터스포츠 역사를 장식한 다양한 자동차, 이륜차와 F1 경주차들의 힐클라임 경주를 볼 수 있는 것으로 유명하다.
1993년 개최 이래로 매년 수만 명의 관람객이 방문하였으며, 2003년 158,000명의 관람객을 유치한 이후 현장 티켓 판매를 중단하고 일일 150,000명의 예약자로 관람을 제한하고 있다.

## 역사
굿우드 페스티벌 오브 스피드는 1993년 굿우드 하우스 부지에 모터스포츠를 다시 유치하기 위해 제11대 리치먼드 공작 찰스 고든레녹스가 시작하였다. 그는 본래 굿우드 서킷에 경주를 유치하려 하였으나 필요한 허가를 받지 못하자 모터스포츠 행사를 유치하기로 하였다.
과거 차량들을 선정하여 열린 1993년 6월 20일 첫번째 행사는 그해에 열린 르망 24시 경주와 일정이 겹쳤음에도 25,000명의 관중을 동원하며 성공하였다. 두번째 행사도 르망 24시 경주와 일정이 겹치게 되자 리치먼드 공작은 행사가 르망이나 포뮬러 원 경주와 일정이 겹치지 않도록 안배하였다. 1994년부터 행사가 토요일부터로 연장되었으며, 1996년부터 금요일을 포함하여 3일로 연장되었다.
일요일에 9개 코너의 1.89km 레이아웃을 달리는 힐클라임 경주가 열리며, 2022년 맥스 칠튼이 맥머트리 스피어링(McMurtry Spéirling)을 주행하여 39.081초를 기록하였다.